# Jacobin (magazine)
Pour les articles homonymes, voir Jacobin.
Jacobin est un magazine trimestriel américain de gauche radicale basé à New York et qui se définit comme « une voix dominante de la gauche américaine, offrant des perspectives socialistes sur la politique, l'économie et la culture ». Les articles concernent notamment les inégalités dans la répartition des richesses, l'influence des mouvements de protestation et le syndicalisme. Noam Chomsky a qualifié le magazine de « lumière brillante dans les temps sombres ».

## Origines
Le magazine a débuté par une édition en ligne en septembre 2010 avant de publier également une édition papier l'année suivante.
Au moment de son lancement, son fondateur Bhaskar Sunkara (en) a présenté Jacobin comme « une publication radicale » et étant « largement le fait d’une jeune génération qui se sent moins liée par les paradigmes de la guerre froide que les milieux de gauche traditionnels représentés par Dissent ou New Politics »,. Pour Sunkara, le but du magazine était de créer une publication qui associe résolument des politiques socialistes avec une accessibilité que l'on l'on trouve dans The Nation et The New Republic.
En avril 2018, la revue comptait 30 000 abonnés et recevait un million de visites mensuelles sur son site.

## Idéologie
Jacobin a été décrit de différentes façons, comme une revue socialiste démocratique, socialiste ou encore marxiste,. Selon un article publié par le Nieman Journalism Lab, Jacobin est un journal de « pensée socialiste démocratique ». Max Strasser suggère dans le New Statesman que Jacobin prétend « assumer le rôle de la pensée marxiste de Ralph Miliband et une tendance similaire du socialisme démocratique ».
Dans une interview publiée par New Left Review, Bhaskar Sunkara cita de nombreuses idéologies influençant le magazine Jacobin, dont celle de l'activiste politique et universitaire américain Michael Harrington, qu'il décrit comme « très sous-estimé en tant que vulgarisateur de la pensée marxiste ». Il évoque également le philosophe politique britannique Ralph Miliband et d'autres, influencés par le trotskisme mais sans être trotskistes eux-mêmes comme le Canadien Leo Panitch (en) ou les théoriciens qui travaillent dans la tradition eurocommuniste.